# Ley de Reinversión Comunitaria (USA)
La Ley de Reinversión Comunitaria ( CRA, PL 95-128, 91 Stat. 1147, título VIII de la Ley de Vivienda y Desarrollo Comunitario de 1977, 12 U.S.C. § 2901 y siguientes. ) es una ley federal de los Estados Unidos diseñada para alentar a los bancos comerciales y asociaciones de ahorro a ayudar a satisfacer las necesidades de los prestatarios en todos los segmentos de sus comunidades, incluidos los vecindarios de ingresos bajos y moderados. El Congreso aprobó la Ley en 1977 para reducir las prácticas crediticias discriminatorias contra los vecindarios de bajos ingresos, una práctica conocida como línea roja .
La Ley instruye a las agencias federales de supervisión financiera correspondientes para alentar a las instituciones financieras reguladas a ayudar a satisfacer las necesidades crediticias de las comunidades locales en las que están autorizadas, de conformidad con la operación segura y sólida ( Sección 802. ) Para hacer cumplir el estatuto, las agencias reguladoras federales examinan el cumplimiento de las instituciones bancarias con la CRA y toman en cuenta esta información al aprobar solicitudes para nuevas sucursales bancarias o para fusiones o adquisiciones ( Sección 804. )

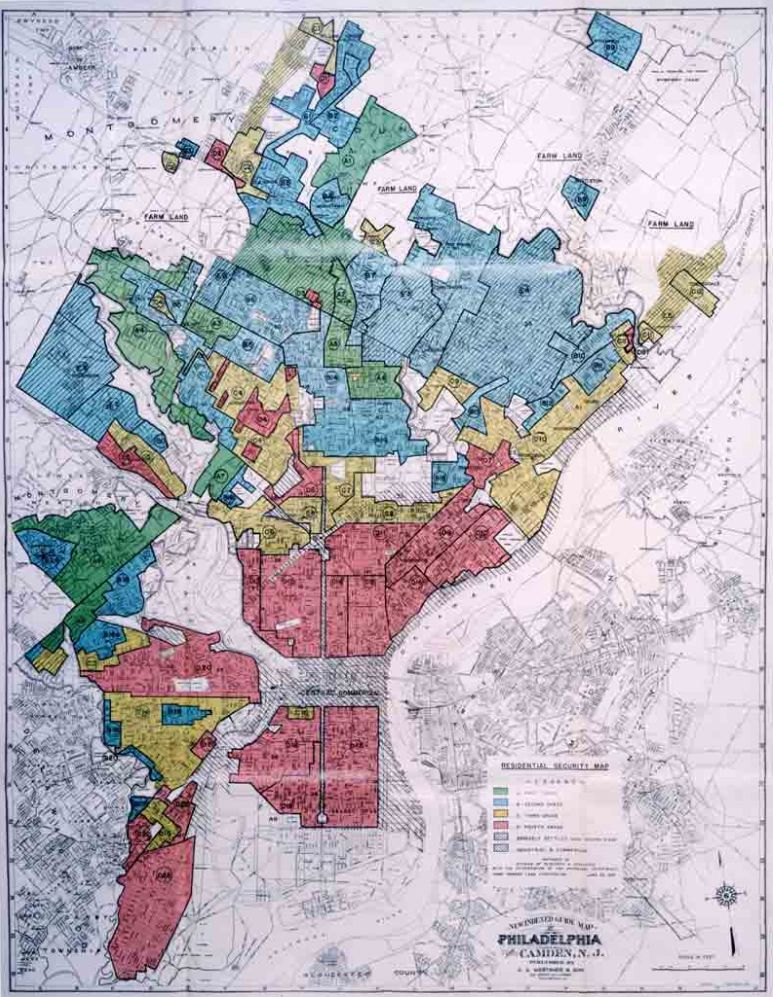
La CRA se aprobó para desalentar las líneas rojas, una práctica originalmente basada en los "mapas de seguridad residencial" de Home Owners' Loan Corporation, como este mapa de seguridad de Filadelfia de 1937.

## Aplicación
La Ley de Reinversión Comunitaria (en inglés: Community Reinvestment Act) de 1977 buscó abordar la discriminación en los préstamos otorgados a individuos y empresas de vecindarios de ingresos bajos y moderados. La Ley exige que todas las instituciones bancarias que reciben seguro de la Corporación Federal de Seguros de Depósitos (FDIC, por sus siglas en inglés) sean evaluadas por agencias bancarias federales para determinar si el banco ofrece crédito (de manera consistente con una operación segura y sólida según la Sección 802(b) y Sección 804(1) ) en todas las comunidades en las que están autorizados para hacer negocios. La ley no enumera criterios específicos para evaluar el desempeño de las instituciones financieras,,sino que ordena que el proceso de evaluación se adapte a la situación y el contexto de cada institución individual. Las regulaciones federales dictan la conducta de la agencia al evaluar el cumplimiento de un banco en cinco áreas de desempeño, que comprenden doce factores de evaluación. Este examen culmina con una calificación y un informe escrito que se convierte en parte del registro de supervisión de ese banco.
Sin embargo, la ley enfatiza que las actividades de CRA de una institución deben llevarse a cabo de manera segura y sólida, y no requiere que las instituciones realicen préstamos de alto riesgo que puedan generar pérdidas a la institución. Las agencias reguladoras bancarias tienen en cuenta el historial de cumplimiento de la CRA de una institución cuando la institución busca expandirse a través de una fusión, adquisición o sucursal. La ley no exige ninguna otra sanción por incumplimiento de la CRA.